# Princeton (Virgínia de l'Oest)
Princeton és una població dels Estats Units a l'estat de Virgínia de l'Oest. Segons el cens del 2000 tenia 7.562 habitants.

## Demografia
Segons el cens del 2000, Princeton tenia 6.347 habitants, 2.967 habitatges, i 1.661 famílies. La densitat de població era de 816,9 habitants per km².
Dels 2.967 habitatges en un 20% hi vivien nens de menys de 18 anys, en un 40,8% hi vivien parelles casades, en un 12% dones solteres, i en un 44% no eren unitats familiars. En el 39,6% dels habitatges hi vivien persones soles el 21,9% de les quals corresponia a persones de 65 anys o més que vivien soles. El nombre mitjà de persones vivint en cada habitatge era de 2,09 i el nombre mitjà de persones que vivien en cada família era de 2,79.
Per edats la població es repartia de la següent manera: un 18,4% tenia menys de 18 anys, un 7,9% entre 18 i 24, un 24,1% entre 25 i 44, un 23,8% de 45 a 60 i un 25,8% 65 anys o més.
L'edat mediana era de 45 anys. Per cada 100 dones de 18 o més anys hi havia 77,7 homes.
La renda mediana per habitatge era de 21.736 $ i la renda mediana per família de 32.443 $. Els homes tenien una renda mediana de 25.347 $ mentre que les dones 19.750 $. La renda per capita de la població era de 14.931 $. Entorn del 16% de les famílies i el 24,1% de la població estaven per davall del llindar de pobresa.

## Poblacions més properes
El següent diagrama mostra les poblacions més properes.